# مونتانوا
المونتانوا (الاسم العلمي: Montanoa) هي جنس نباتي يتبع فصيلة النجمية من رتبة النجميات.